# Die Geschichte von Barak Johnson
Die Geschichte von Barak Johnson è un film muto del 1921 diretto da Erik Lund

## Produzione
Il film fu prodotto dalla Ring-Film GmbH (Berlin) e dalla Delta-Filmprod. GmbH.

## Distribuzione
Uscì nelle sale cinematografiche tedesche distribuito dalla Orbis-Film. Venne presentato in prima a Berlino l'8 agosto 1921.